# Rio Vista (Nevada)
Pour les articles homonymes, voir Rio Vista.
Rio Vista est une ancienne localité située dans le comté de Lyon, au Nevada, aux États-Unis.

## Source
- Rio Vista, Nevada